# The Best Instrumentals
The Best Instrumentals je kompilacijski album skupine Santana, ki je izšel leta 1998. Album vsebuje najboljše instrumentalne skladbe skupine Santana.

## Seznam skladb
| Št.             | Naslov                                | Pisec                                         | Z albuma                                      | Dolžina |
| --------------- | ------------------------------------- | --------------------------------------------- | --------------------------------------------- | ------- |
| 1.              | „Samba Pa Ti‟                         | Carlos Santana                                | Abraxas, 1970                                 | 4:34    |
| 2.              | „Europa (Earth's Cry Heaven's Smile)‟ | Tom Coster, Santana                           | Amigos, 1976                                  | 5:01    |
| 3.              | „I Love You Much Too Much‟            | Alexander Olshanetsky, Don Raye, Chaim Towber | Zebop!, 1981                                  | 4:41    |
| 4.              | „Aqua Marine‟                         | Alan Pasqua, Santana                          | Marathon, 1979                                | 5:29    |
| 5.              | „Bella‟                               | Sterling Crew, Santana, Chester D. Thompson   | Blues for Salvador, 1987                      | 4:29    |
| 6.              | „Flor d'Luna (Moonflower)‟            | Coster                                        | Moonflower, 1977                              | 4:48    |
| 7.              | „Life Is a Lady/Holiday‟              | Dennis Lambert/Santana                        | Inner Secrets, 1978                           | 3:47    |
| 8.              | „Full Moon‟                           | Paulo Rustichelli                             | Spirits Dancing in the Flesh, 1980            | 4:30    |
| 9.              | „Song of the Wind‟                    | Gregg Rolie, Santana, Neal Schon              | Caravanserai, 1972                            | 6:12    |
| 10.             | „Tales of Kilimanjaro‟                | Pasqua, Armando Peraza, Raul Rékow, Santana   | Zebop!                                        | 3:25    |
| 11.             | „Love Is You‟                         | Santana, Thompson                             | Freedom, 1987                                 | 3:57    |
| 12.             | „Guru's Song‟                         | Šri Činmoj                                    | Oneness: Silver Dreams – Golden Reality, 1979 | 3:02    |
| 13.             | „Treat‟                               | Santana                                       | Santana, 1969                                 | 4:42    |
| 14.             | „Blues for Salvador‟                  | Santana, Thompson                             | Blues for Salvador                            | 5:58    |
| 15.             | „Soul Sacrifice‟                      | Santana, Rolie, David Brown, Marcus Malone    | Santana                                       | 6:36    |
| Skupna dolžina: | Skupna dolžina:                       | Skupna dolžina:                               | Skupna dolžina:                               | 71:09   |